# Wyhl am Kaiserstuhl
Wyhl am Kaiserstuhl is een plaats in de Duitse deelstaat Baden-Württemberg, en maakt deel uit van het Landkreis Emmendingen.
Wyhl am Kaiserstuhl telt 3.878 inwoners.
In de jaren 1970 werd Wyhl nationaal bekend vanwege zijn verzet tegen de geplande kerncentrale van Wyhl.
Het dorp Wyhl ligt in de Boven-Rijnse Laagvlakte aan de noordwestelijke rand van de Kaiserstuhl en heeft de Rijn in het westen als natuurlijke grens met Frankrijk. De districtsstad Emmendingen ligt ongeveer 19 km naar het oosten, de stad Freiburg im Breisgau 32 km naar het zuidoosten.
Wyhl grenst aan de volgende gemeenten: Weisweil, Forchheim, Endingen am Kaiserstuhl, Sasbach am Kaiserstuhl en Mackenheim in de Franse regio Elzas.

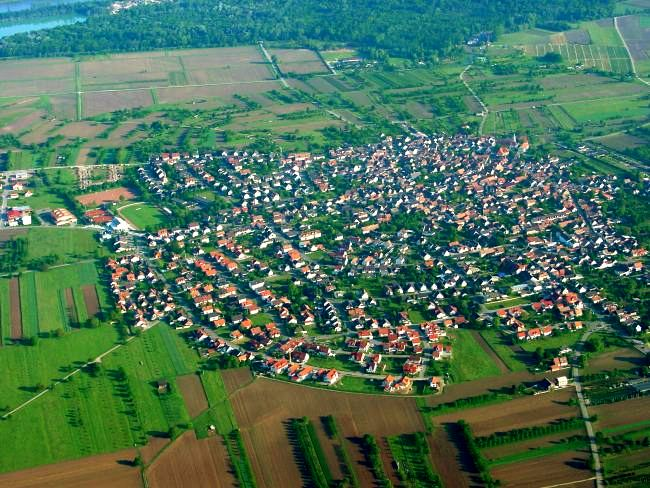
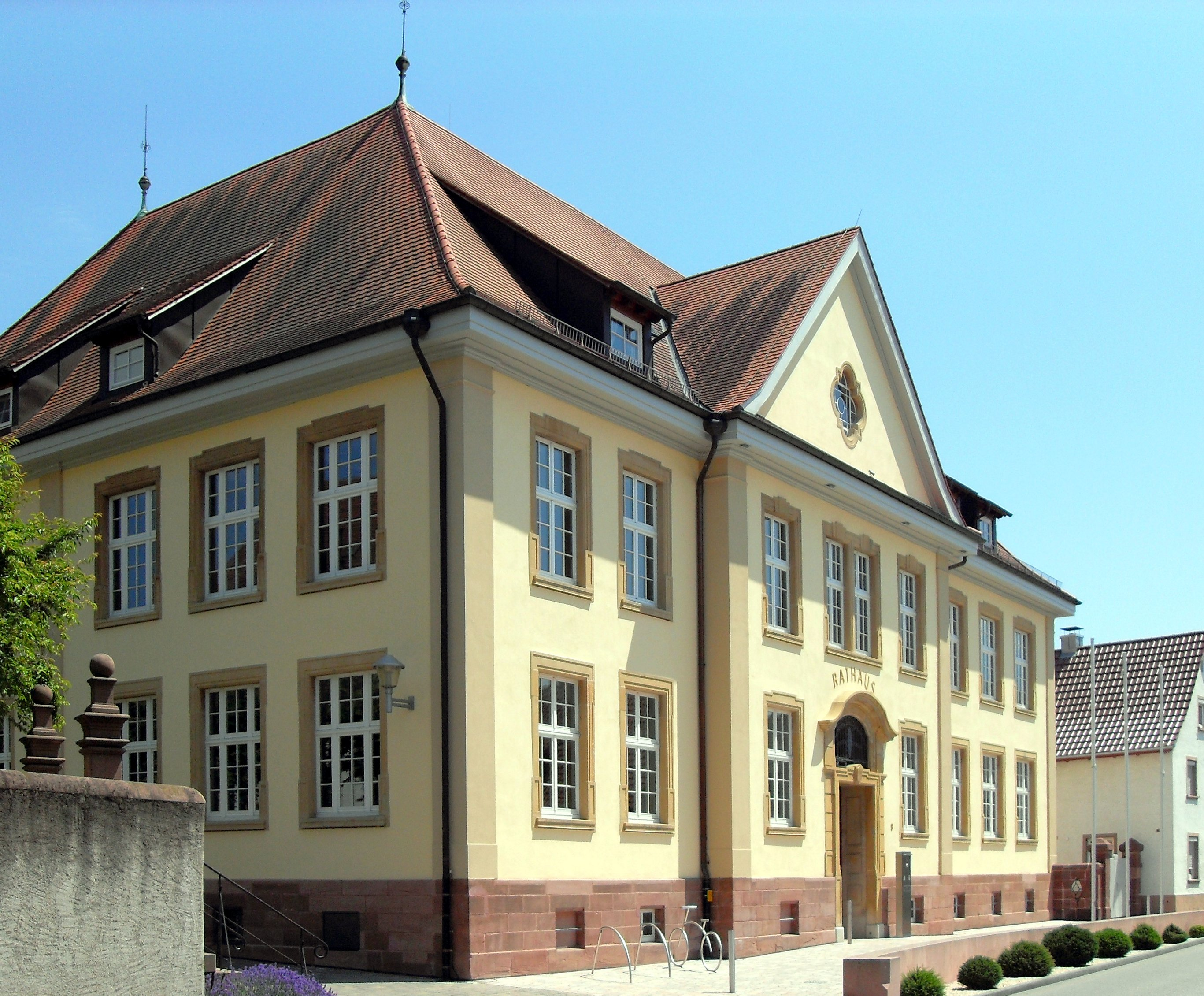

Bahlingen am Kaiserstuhl ·
Biederbach ·
Denzlingen ·
Elzach ·
Emmendingen ·
Endingen am Kaiserstuhl ·
Forchheim ·
Freiamt ·
Gutach im Breisgau ·
Herbolzheim ·
Kenzingen ·
Malterdingen ·
Reute ·
Rheinhausen ·
Riegel am Kaiserstuhl ·
Sasbach am Kaiserstuhl ·
Sexau ·
Simonswald ·
Teningen ·
Vörstetten ·
Waldkirch ·
Weisweil ·
Winden im Elztal ·
Wyhl am Kaiserstuhl